# Segestria
Segestria este un gen de păianjeni araneomorfi, răspândiți în principal în Eurasia. Unele specii se găsesc în cele două Americi, o specie în Noua Zeelandă, și două în Africa de Nord. Segestria madagascarensis se întâlnește în Madagascar. Unele specii pot ajunge la o dimensiune corporală de peste 2 cm. 

## Specii
- Segestria bavarica C. L. Koch, 1843 (din Europa până în Azerbaijan)
- Segestria bella Chamberlin & Ivie, 1935 (SUA)
- Segestria cavernicola Kulczyn'ski, 1915 (Italia)
- Segestria croatica Doleschall, 1852 (Croația)
- Segestria cruzana Chamberlin & Ivie, 1935 (SUA)
- Segestria danzantica Chamberlin, 1924 (Mexic)
- Segestria davidi Simon, 1884 (Siria)
- Segestria florentina Rossi, 1790 (din Europa până în Georgia)
- Segestria fusca Simon, 1882 (Portugalia, Spania, Franța, Italia)
- Segestria inda Simon, 1906 (India)
- Segestria madagascarensis Keyserling, 1877 (Madagascar)
- Segestria nipponica Kishida, 1913 (Japonia)
- Segestria pacifica Banks, 1891 (SUA)
- Segestria pusilla Nicolet, 1849 (Chile)
- Segestria pusiola Simon, 1882 (Corsica, Algeria)
- Segestria ruficeps Guérin, 1832 (Brazilia, Uruguay, Argentina)
- Segestria saeva Walckenaer, 1837 (Noua Zealandă)
- Segestria sbordonii Brignoli, 1984 (Creta)
- Segestria senoculata Linnaeus, 1758 (Palearctic)
  - Segestria senoculata castrodunensis Gétaz, 1889 (Elveția)
- Segestria turkestanica Dunin, 1986 (Asia Centrală)